# Atropelamento de animais

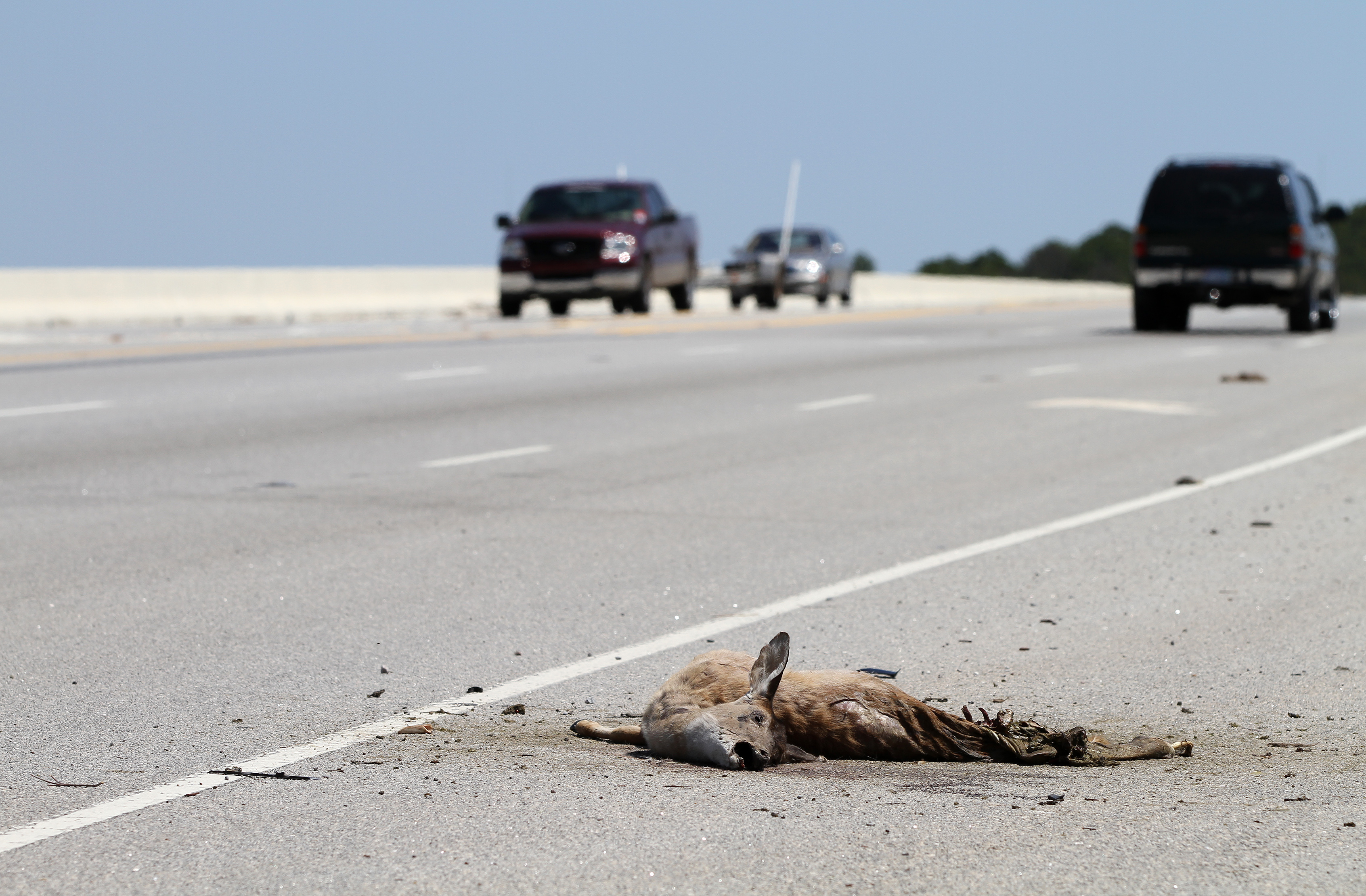
Todos os anos, entre de 60 e 70 mil cervos são atropelados apenas nos Estados Unidos. Na foto, um cervo atropelado no acostamento de uma estrada americana, já em estado avançado de decomposição.

O atropelamento de animais é um tipo de acidente rodoviário recorrente em diversas partes do mundo, inclusive no Brasil, especialmente onde as rodovias cruzam áreas silvestres e/ou densamente habitadas por animais domésticos criados de maneira inadequada, expostos diretamente ao tráfego. Nesses casos, a imprudência dos motoristas faz com que os animais sejam as vítimas mais frequentes. Só nos Estados Unidos, de 60 a 350 mil cervos são atropelados todos os anos. Por vezes, animais gravemente feridos são levados a hospitais veterinários e zoológicos após serem atropelados. Alguns estudos realizados no estado de Santa Catarina identificaram que em trechos de rodovia de 70 a 100 km de extensão analisados, em média três a cinco animais silvestres são atropelados por dia, com períodos de maior movimento nas estradas podendo resultar em até 10 animais atropelados por dia em um trecho de 70 km de estrada.

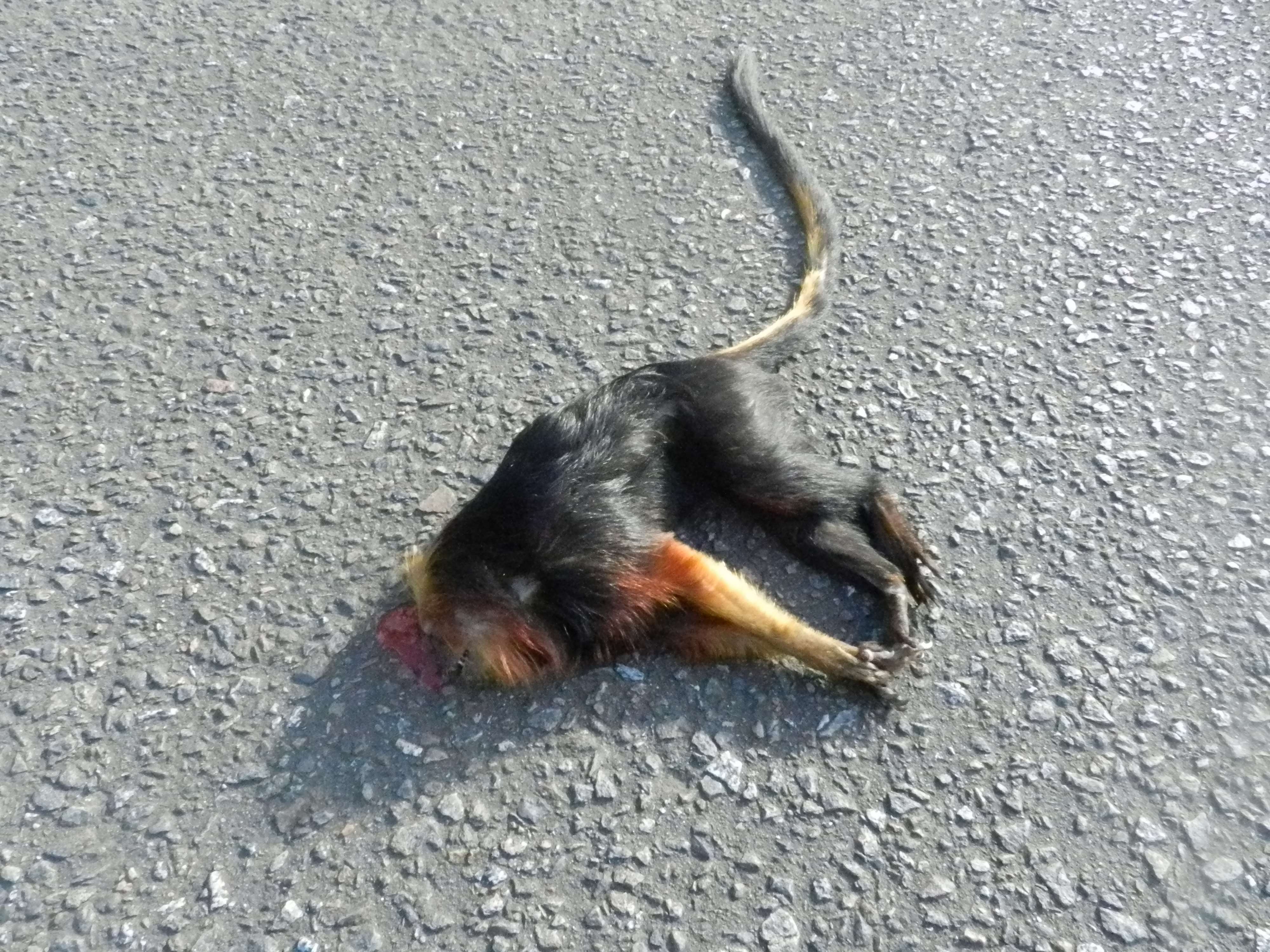
Leonthopithecus chrysomelas atropelado na rodovia BA-262, entre Ilhéus e Uruçuca.